# Porcellio chevalieri
Porcellio chevalieri är en kräftdjursart som beskrevs av Paulian de Felice 1938. Porcellio chevalieri ingår i släktet Porcellio och familjen Porcellionidae. Inga underarter finns listade i Catalogue of Life.